# Zonophora
Zonophora is een geslacht van libellen (Odonata) uit de familie van de rombouten (Gomphidae).

## Soorten
Zonophora omvat 10 soorten:
- Zonophora batesi Selys, 1869
- Zonophora calippus Selys, 1869
- Zonophora campanulata (Burmeister, 1839)
- Zonophora diversa Belle, 1983
- Zonophora nobilis Belle, 1983
- Zonophora regalis Belle, 1976
- Zonophora solitaria Rácenis, 1970
- Zonophora supratriangularis Schmidt, 1941
- Zonophora surinamensis Needham, 1944
- Zonophora wucherpfennigi Schmidt, 1941